# Prepojitev
Prepojitev ali impregnacija je eden od načinov fosilizacije rastlinskih organizmov. Mineralne raztopine v daljšem časovnem obdobju prepojijo odmrle ostanke rastline (običajno je to les), tako nastane impregniran les, ki ga mineralna raztopina ohranja pred razpadom.